# André Lefèbvre
André Lefèbvre (Louvres, 19 agosto 1894 – L'Étang-la-Ville, 4 maggio 1964) è stato un progettista e pilota automobilistico francese.

## Biografia

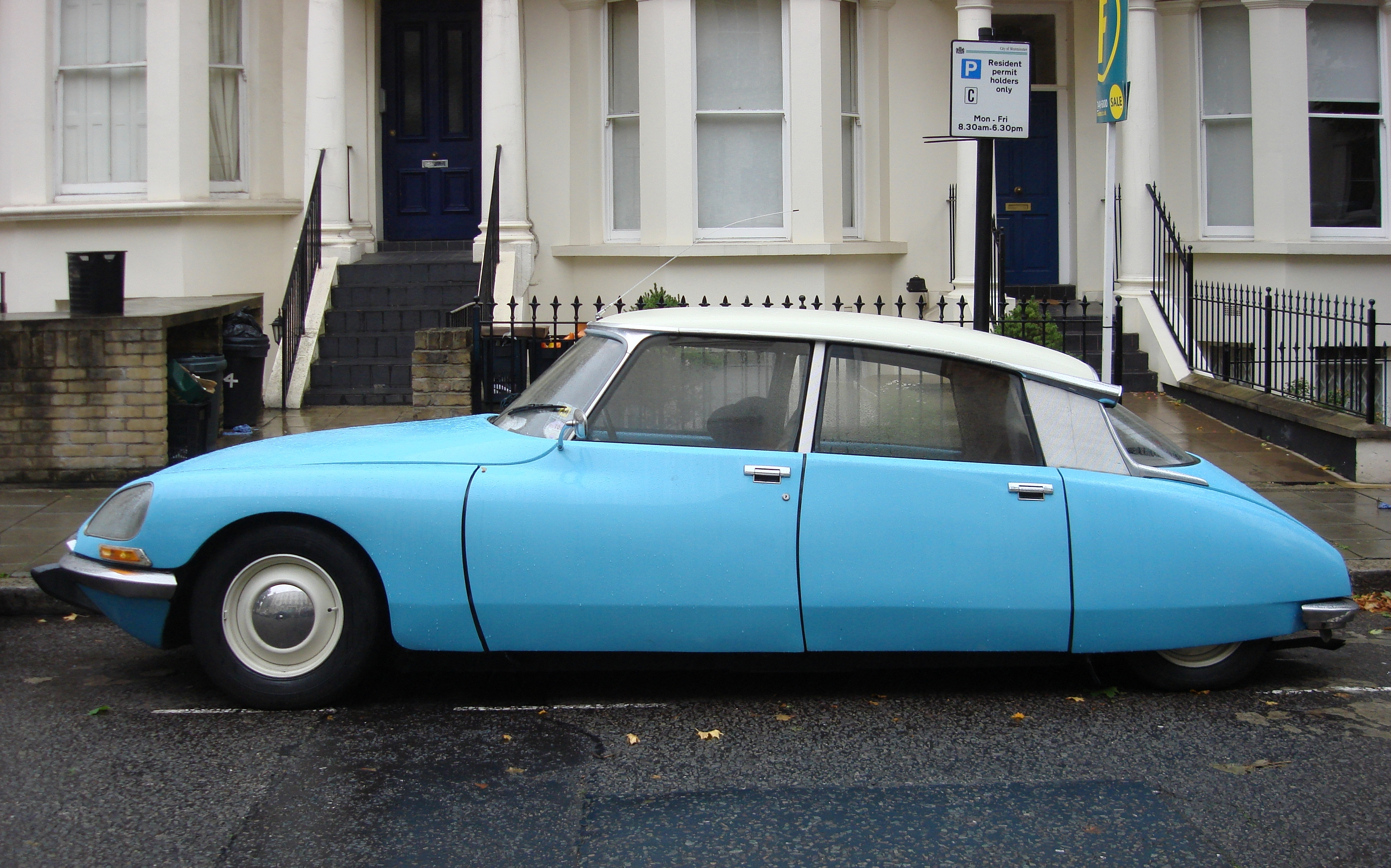
La silhouette di una Citroën DS (qui nella versione ristilizzata), opera di André Lefèbvre e Flaminio Bertoni

La carriera professionale di Lefèbvre comincia presso la Voisin, all'epoca una nota Casa automobilistica ed aeronautica, capitanata dal vulcanico ed eccentrico Gabriel Voisin, che fino alla fine della prima guerra mondiale si era occupato esclusivamente di aerei, ma poi scelse di indirizzare la sua azienda al settore automobilistico. Fu qui che Lefèbvre apprese l'importanza dell'aerodinamica in un mezzo di trasporto, sia esso aereo o automobile, e ne fece una sorta di credo. Non solo, ma sviluppò una propria serie di idee riguardo alla produzione automobilistica. Inoltre alla Voisin, Lefèbvre fu anche pilota in alcune competizioni, cogliendo anche dei risultati degni di nota, come la vittoria al Rally di Montecarlo del 1927.
Nel 1931 Lefèbvre lascia la Voisin, rimanendo però in buoni rapporti con Gabriel, ed approda alla Renault che però non approva le sue idee troppo innovative, per cui nel giro di poco tempo Lefèbvre abbandona la Casa della Losanga e su consiglio di Gabriel Voisin giunge nel 1933 a Quai de Javel, dove si trovava la sede della Citroën, una Casa nota per il suo spirito innovatore dell'epoca. Qui Lefèbvre trova un ambiente decisamente più stimolante e più consono alla messa in pratica delle sue idee, complice il patron della Casa stessa, André Citroën che ha sempre amato le idee originali ed innovative. Trovò anche i favori di Flaminio Bertoni, un designer italiano, alla Citroën dal 1931, in collaborazione con il quale diede vita ad un dei periodi più alti nella storia della Casa francese. Quest'ultimo aveva tra l'altro un progetto già in cantiere, quello che avrebbe portato alla creazione della Traction Avant, prima auto in Europa a riunire in sé le soluzioni della scocca portante e della trazione anteriore. Tra le varie idee raccolte da Lefèbvre durante il suo periodo alla Voisin, vi furono proprio la trazione anteriore ed il baricentro basso. Queste ed altre idee lo porteranno in seguito alla realizzazione della DS.
Il lancio della Traction Avant nel 1934 destò un gran successo, ma significò anche il rischio di bancarotta per la Casa francese, che venne rilevata dalla Michelin: al posto di André Citroën, morto nel 1935, giunse Pierre-Jules Boulanger, che imparò ben presto a conoscere e a stimare Léfèbvre, ma anche a tenere a bada per il gran numero di idee e progetti che questi aveva in mente, spesso anche fin troppo stravaganti. Di lui, parlando con un altro ingegnere della Casa, Boulanger disse: "devi fare attenzione con Lefèbvre: ha 200 terrifiche idee al giorno, ma solo una di esse potrebbe essere quella buona, tutte le altre devi scartarle. Con quelle 199 io andrei in rovina in 3 mesi."  In effetti Lefèbvre non aveva un minuto di pace ed era sempre al lavoro con la testa, per sfornare via via sempre nuove idee, anche se spesso troppo sofisticate o stravaganti o di difficilissima realizzazione. Era un uomo dal carattere collerico e molto esigente, ma era anche brillante e geniale e sapeva infondere entusiasmo nella sua équipe. Inoltre era una persona dalla preparazione pressoché completa: era un valente designer, la sua formazione professionale alla Voisin si rivedeva anche nella realizzazione dei modelli di maggior successo della Citroën, ma prima ancora che designer era un eccellente progettista e per la realizzazione di Traction Avant e DS si occupò anche della parte tecnica, arrivando a sperimentare nuovi telai e ad impiegare (specie per la DS) nuovi materiali come l'alluminio.
Nel 1938, assieme a Flaminio Bertoni, cominciò a lavorare a due progetti completamente differenti: da uno di essi sarebbe nata la DS, mentre l'altro avrebbe dato vita alla mitica 2CV. Di quest'ultima vennero realizzati anche i primi prototipi, ma poco tempo dopo scoppiò la seconda guerra mondiale e tutti progetti dovettero per forza di cose essere accantonati, per essere ripresi poi alla fine dello spaventoso conflitto.
La piccola utilitaria francese venne lanciata nel 1948, mentre la rivoluzionaria ammiraglia sarebbe arrivata più tardi, nel 1955, perché occorreva più tempo per testare alcune soluzioni tecniche come le sospensioni idropneumatiche. Anche qui, Lefèbvre si occupò sia della parte meccanica, sia di quella estetico-funzionale. Nel primo caso realizzò un particolare telaio ad elementi scatolati, mentre nel secondo caso firmò il particolare design del volante monorazza, del parabrezza bombato e della carrozzeria aerodinamica a pannelli smontabili.
Nel 1958, Lefèbvre fu colto da paralisi parziale: tra l'altro, non poteva usare la mano destra. Si dimise, ma continuò a collaborare con la Casa francese utilizzando la mano sinistra per i suoi progetti.
Dal suo genio, congiunto a quello di Flaminio Bertoni, nacquero anche altri veicoli, come i mezzi commerciali TUB ed HY.